# 小田美樹
小田 美樹（おだ みき、1973年 - ）は、日本の作曲家、中学校教員。2024年度より福島県いわき市立玉川中学校の音楽教諭を務めている。

## 経歴
福島県原町市（現在の南相馬市原町区）出身。福島県立原町高等学校、山形大学教育学部中学校教員養成課程を卒業し、1997年より山形市内の中学校に勤務。1999年より福島県の中学校教員となる。
楢葉町立楢葉中学校、養護学校での勤務を経て、2015年度まで南相馬市立小高中学校に勤務した。その後、相馬市立向陽中学校、いわき市立湯本第一中学校を経て、2024年度よりいわき市立玉川中学校に勤務する。
2011年3月、南相馬市立小高中学校在職中に東日本大震災および福島第一原子力発電所事故を経験した。震災後、生徒たちとともに合唱曲「群青」を制作した。この楽曲は復興支援の象徴として広く知られるようになり、2013年3月に京都府長岡京市で開催された東日本大震災復興支援コンサート「Harmony for JAPAN 2013」で初披露された。信長貴富による編曲版は2013年8月にパナムジカより出版され、2019年には音楽之友社の高等学校音楽教科書『高校生の音楽3』にも掲載された。

## 人物
- 音楽で競わせたくないという思いから、合唱コンクールを順位をつけない「合唱祭」という形で開催している[9]。

## メディア出演
テレビ
- news every.くまもと - 「歌の力はすごい」被災した生徒の言葉を歌詞に福島の中学校で誕生 全国で歌われる合唱曲に込めた思い（熊本県民テレビ、2025年3月11日）[10]

ラジオ
- ネットワーク1・17 - MBSラジオ、2021年3月28日[11]

記事
- 朝日新聞GLOBE＋「楽しもう、歌を。明日を。」（2021年3月7日）[12]
- 朝日新聞「震災で生まれた「群青」が独り立ち　信長貴富さんのためらいを越えて」（2025年3月14日）[13]

雑誌
- 『教育音楽 中学・高校版　2017年4月号』※小学版にも掲載[14]
  - 特別記事　奮闘する音楽教師たち～震災を経て改めて思う「音楽」［Part1　音楽教師としてどう在ったか――3人の音楽教師たち］合唱曲『群青』に込めたのは、言葉にできなかった思い
- 『教育音楽 中学・高校版　2018年7月号』
  - 特集　今年はこれだ！ 校内合唱コンクールの選曲 付・人気曲ランキング［Part1　私の選曲考］「絆の歌」を選ぶ
- 『教育音楽 中学・高校版　2019年2月号』
  - 特集Ⅰ　最高の歌で締めくくる！ 卒業式歌 指導のスケジュール＆工夫［Chapter1　指導のスケジュール］、[Chapter2 指導のポイント]　授業編：思い出に残る卒業式をバックアップするために
- 『教育音楽 中学・高校版　2021年3月号』
  - 特集Ⅰ　最後の授業 卒業生をどう送り出す？「当たり前」を喪失した中で
- 『教育音楽 中学・高校版　2022年2月号』※小学版にも掲載
  - 特集「卒業ソング」作者からのメッセージ「きっとまた会おう」に込める思い／『群青』
- 『教育音楽 中学・高校版　2022年4月号』
  - 特集Ⅰ　新入生の把握と関係づくり［座談会］把握・関係づくりの前に　小田美樹・山本高栄・横田純子
- 『教育音楽 中学・高校版　2022年7月号』
  - 特集　授業でできる歌声づくり　教育音楽オンラインセミナーから学ぶ、男子の歌声づくり　小田美樹・山本高栄・横田純子
- 『教育音楽 中学・高校版　2023年5月号』
  - 特集Ⅰ　憧れの先生に聞く10の授業ルール「できそう！」から、自分の授業スタイルを確立する
- 『教育音楽 中学・高校版　2023年10月号』※小学版にも掲載
  - 私が教師になった理由（55）　小田美樹
- 『教育音楽 春号 2025.04』
  - 授業ライヴ・リポート　福島県いわき市立玉川中学校3年2組&小田美樹教諭